# César González Llorens
César González Llorens (Barcelona, 28 de septiembre de 1965) es un deportista español que compitió en esgrima, especialista en la modalidad de espada.
Ganó una medalla de bronce en el Campeonato Europeo de Esgrima de 1992, en la prueba individual. Participó en dos Juegos Olímpicos de Verano, ocupando el sexto lugar en Barcelona 1992 y el séptimo en Atlanta 1996, en ambas ocasiones en la prueba por equipos.

## Palmarés internacional
| Campeonato Europeo | Campeonato Europeo | Campeonato Europeo | Campeonato Europeo |
| Año                | Lugar              | Medalla            | Prueba             |
| ------------------ | ------------------ | ------------------ | ------------------ |
| 1992               | Lisboa (Portugal)  | Medalla de bronce  | Espada individual  |